# Microsoft Store (дигитален)
Microsoft Store (предишно име Windows Store) e онлайн магазин за приложения, представен със Windows 8 и Windows Server 2012 през 2012 г.
Магазинът е част и от Windows 10, Windows 10 Mobile (заменя Windows Phone Store), Windows Server 2016 и операционната система на Xbox One. През 2015 г. Windows Phone Store, Xbox Music и Xbox Video се сливат с Windows Store, правейки го универсален дистрибутор, както за приложения и игри, така и за музика, сериали и филми за всички устройства с Windows 10.
По данни на Microsoft, през септември 2015 г. в Windows Store има над 669 000 приложения и тази бройка непрекъснато расте.
През септември 2017 г. името на онлайн магазина е сменено от Windows Store на Microsoft Store. Смяната е представена заедно с поредната актуализация на Windows 10. Новото име фактически съвпада с името на съществуващата верига от реални магазини за търговия на дребно Microsoft Store, предлагащи компютри, софтуер и потребителска електроника.
През 2019 г. е преустановена продажбата на електронни книги.